# Honoré Simon
Pour les articles homonymes, voir Simon (patronyme).
 (octobre 2019).
Honoré Simon est un lexicographe français, originaire du Dauphiné, né dans la seconde moitié du XVIIe siècle. Il embrassa l’état ecclésiastique, fut pourvu d’une cure modeste aux environs de Vienne, puis fut obligé, pour cause de santé, de s'installer à Lyon.

## Œuvres
- Catéchisme des curez, selon le concile de Trente, Lyon, Jean-Baptiste Barbier, 1683.
- Le grand dictionnaire de la Bible, ou Explication littérale et historique de tous les mots propres du Vieux et Nouveau Testament, avec la vie et les actions des principaux personnages tirées de l'Écriture et de l'histoire des Juifs, publié à Lyon en 1693[1], réédité en 1703, en 1717 et en 1740, lui est attribué[2].